# Тьємоко Уаттара
Тьємоко Уаттара (фр. Tiemoko Ouattara, нар. 25 травня 2005) — швейцарський футболіст івуарійського походження, вінгер та нападник клубу «Серветт» та молодіжної збірної Швейцарії.

## Клубна кар'єра
Народився 25 травня 2005 року. Вихованець футбольної школи «Верньє», з якої у 2019 році перейшов до молодіжної академії клубу «Серветт». З 2021 року став виступати за резервну команду «Серветт U-21», в якій провів три сезони, взявши участь у 55 матчах чемпіонату.
Уаттара дебютував у першій команді «Серветта» 16 вересня 2023 року в матчі Кубка Швейцарії проти «Бюля» (4:1) і у першому ж сезоні з командою він став володарем Кубка Швейцарії. 29 березня 2025 року Уаттара забив свій перший гол на дорослому рівні в матчі Суперліги «Лугано» (2:0). Станом на 17 серпня 2025 року відіграв за женевську команду 27 матчів в національному чемпіонаті.

## Виступи за збірні
2022 року дебютував у складі юнацької збірної Швейцарії (U-18), після чого грав за юнацькі збірні Швейцарії до 19 та 20 років. Загалом на юнацькому рівні взяв участь у 16 іграх, відзначившись одним забитим голом.
З 2025 року став залучатись до складу молодіжної збірної Швейцарії. На молодіжному рівні зіграв у 2 офіційних матчах, забив 1 гол.

## Статистика виступів

### Статистика клубних виступів
Станом на 21 квітня 2025
| Сезон             | Команда           | Чемпіонат         | Чемпіонат | Чемпіонат | Національний кубок | Національний кубок | Національний кубок | Континентальні кубки | Континентальні кубки | Континентальні кубки | Інші змагання | Інші змагання | Інші змагання | Усього | Усього | Усього |
| Сезон             | Команда           | Ліга              | Ігор      | Голів     | Ліга               | Ігор               | Голів              | Ліга                 | Ігор                 | Голів                | Ліга          | Ігор          | Голів         | Ігор   | Голів  |        |
| ----------------- | ----------------- | ----------------- | --------- | --------- | ------------------ | ------------------ | ------------------ | -------------------- | -------------------- | -------------------- | ------------- | ------------- | ------------- | ------ | ------ | ------ |
| 2021–22           | «Серветт U-21»    | 2Л                | 4         | 1         | -                  | -                  | -                  | -                    | -                    | -                    | -             | -             | -             | 4      | 1      |        |
| 2022–23           | «Серветт U-21»    | 1Л                | 23        | 9         | -                  | -                  | -                  | -                    | -                    | -                    | -             | -             | -             | 23     | 9      |        |
| 2023–24           | «Серветт U-21»    | ПЛ                | 20        | 2         | -                  | -                  | -                  | -                    | -                    | -                    | -             | -             | -             | 20     | 2      |        |
| 2024–25           | «Серветт U-21»    | ПЛ                | 8         | 6         | -                  | -                  | -                  | -                    | -                    | -                    | -             | -             | -             | 8      | 6      |        |
| 2023–24           | «Серветт»         | СЛ                | 3         | 0         | КШ                 | 3                  | 0                  | ЛЄ+ЛК                | 0+1                  | 0                    | -             | -             | -             | 7      | 0      |        |
| 2024–25           | «Серветт»         | СЛ                | 22        | 1         | КШ                 | 2                  | 0                  | ЛЄ+ЛК                | 0+2                  | 0                    | -             | -             | -             | 26     | 1      |        |
| Усього за кар'єру | Усього за кар'єру | Усього за кар'єру | 80        | 19        |                    | 5                  | 0                  |                      | 3                    | 0                    |               | -             | -             | 88     | 19     |        |

## Титули і досягнення
- Володар Кубка Швейцарії (1):

«Серветт»: 2023/24